# Gösta Olson (bankdirektör)
Gösta Ewald Zacheus Olson, född 2 februari 1912 i Torps församling, Älvsborgs län, död 4 juni 2005 i Högalids församling, Stockholms län, var en svensk bankdirektör.

## Biografi
Olson gjorde sin yrkeskarriär inom Göteborgs bank där han anställdes 1933. Han blev kamrer 1943 och direktionsassistent 1950 för att 1951 utses till direktör i banken. Från 1954 var han sedan vice VD och chef för bankens Stockholmskontor.
Efter bankens omorganisation till Götabanken var han där VD 1971-74 och därefter styrelseordförande.
Olson hade därutöver en rad styrelseuppdrag och ledamot i styrelsen för Restaurant AB Norma, Svenska tryckeri AB, Billman-Regulator AB, AB Wilhelm Becker och försäkringsbolaget Skånska Brand-Hermes.

## Utmärkelser
- Olson var Riddare av Vasaorden
- Olson tilldelades Göteborgs stads förtjänsttecken 1977